# 亞基莫沃
亞基莫沃，是保加利亞西北部蒙塔納州亞基莫沃市鎮的村庄及行政中心，面積85平方公里，海拔高度114米，2008年人口1,836，人口密度每平方公里21.6人。